# Enfantillages 3
 (septembre 2017).
Si vous disposez d'ouvrages ou d'articles de référence ou si vous connaissez des sites web de qualité traitant du thème abordé ici, merci de compléter l'article en donnant les références utiles à sa vérifiabilité et en les liant à la section « Notes et références ».
Albums de Aldebert
Enfantillages de Noël Enfantillages, les 10 ans
Enfantillages 3 est le onzième album d'Aldebert sorti le 22 septembre 2017.

## Liste des pistes
1. Les Somnambules avec Olivia Ruiz
2. Les Ani-mots
3. Capucine avec Zaz
4. Joli zoo avec Grand Corps Malade
5. L'Apprenti Dracula avec Mathias Malzieu
6. Madame Nature avec Tété
7. Les Super-pouvoirs pourris
8. La vie c'est quoi ? avec Malou (la fille d’Hubert, le guitariste)[1].
9. Trois pommes avec Gaëtan Roussel
10. On ne peut rien faire quand on a un p'tit avec Tryo
11. Welcome le zombie
12. Hyperactif avec Thomas VDB[2]
13. Aux âmes citoyens
14. Les contes de fées ça craint avec Charles Berling

## Analyse
Dans le morceau Hyperactif, le vers déclamé « Je fais souvent ce rêve étrange et pénétrant » est un extrait du poème Mon rêve familier de Paul Verlaine, d'ailleurs les paroles précisent ensuite « T'es pourtant pas l'produit / De Batman et d'Verlaine »